# Boris Babajan
Boris Babajan (orm. Բորիս Բաբայան; ros. Борис Арташеcович Бабаян, Boris Artaszesowicz Babajan) – ormiański informatyk znany jako projektant superkomputerów z serii Elbrus. Za pracę nad modelem Elbrus-2 został odznaczony Nagrodą Leninowską w 1987 roku.
Od 1956 do 1996 pracował w Instytucie Mechaniki Precyzyjnej i Techniki Komputerowej, będącym w latach Związku Radzieckiego częścią Akademii Nauk ZSRR, a później sprywatyzowanym. Pracował nad Elbrusem-1 (1978), pierwszym na świecie komputerem superskalarnym, którego procesor porównywał do architektury Pentiuma Pro, zaprojektowanego 18 lat później.
Sterował pracami nad komputerem Elbrus-3, jednym z pierwszych w architekturze VLIW. W 1997 roku założył firmę Elbrus International, pracującą od 1999 roku nad komputerem Elbrus 2000, która została wykupiona przez Intela w 2004.